# Tierre Brown
Tierre Brown (Iowa, Luisiana; 3 de junio de 1979) es un exjugador de baloncesto estadounidense que jugó cuatro temporadas en la NBA, desarrollando el resto de su carrera en diversas ligas de todo el mundo. Con 1,88 metros de estatura, jugaba en la posición de base.

## Trayectoria deportiva

### Universidad
Jugó durante cuatro temporadas con los Cowboys de la Universidad Estatal McNeese, en las que promedió 15,4 puntos, 4,2 rebotes y 3,2 asistencias por partido. En sus dos últimas temporadas fue incluido en el mejor quinteto de la Southland Conference.

### Profesional
Tras no ser elegido en el Draft de la NBA de 2001, fichó como agente libre por los Houston Rockets, con los que jugó una temporada en la que promedió 3,1 puntos y 1,8 asistencias por partido.
Al año siguiente fichó por los North Charleston Lowgators de la NBA D-League, con los que promedió 15,7 puntos y 4,9 asistencias por partido, siendo elegido en el mejor quinteto de la liga. Fue reclamado en el mes de marzo por los Cleveland Cavaliers, con los que jugó 15 partidos, en los que promedió 4,3 puntos y 2,6 asistencias.
Regresó a los Lowgators la temporada siguiente, donde jugaría la mejor campaña de su carrera, promediando 18,6 puntos y 6,5 asistencias por partido, y siendo elegido mejor jugador de la liga. A finales de temporada fue reclamado nuevamente de la NBA, en esta ocasión por los New Orleans Hornets, con los que firmó un contrato por 10 días, disputando 3 partidos en los que anotó un total de 6 puntos.
En 2004 ficha por Los Angeles Lakers, donde juega una temporada completa como suplente de Chucky Atkins, promediando 4,4 puntos y 2,0 asistencias por partido. Al año siguiente regresa a la D-League, jugando con los Albuquerque Thunderbirds, donde sería uno de los artífices en la consecución del título de liga, promediando 17,2 puntos y 6,5 asistencias por partido.
En 2006 salió por primera vez a jugar fuera de su país, fichando por el Eldo Napoli, con los que disputó 10 partidos en los que promedió 13,4 puntos y 2,9 asistencias. Al año siguiente fichó por el Pallacanestro Varese, con los que promedió 9,8 puntos y 2,7 asistencias por partido.
Volvió a la D-League en 2008 fichando por los Anaheim Arsenal, para posteriormente jugar en Catar, Venezuela y finalmente en febrero de 2013 fichó por el BC Tsmoki-Minsk, equipo que ganó la liga de Bielorrusia.

## Estadísticas de su carrera en la NBA

### Temporada regular
| Temporada | Edad | Equipo              | Liga | Pos. | P   | TIT | MIN  | TC  | TCA | %TC  | 3P  | 3PA | %3P  | TL  | TLA | %TL  | R.OF. | R.DEF. | REB | ASIS | ROB | TAP | PER | FP  | PTS |
| 2001-02   | 22   | Houston Rockets     | NBA  | SG   | 40  | 1   | 10.1 | 1.2 | 2.9 | .426 | 0.1 | 0.3 | .333 | 0.5 | 0.7 | .750 | 0.3   | 0.8    | 1.1 | 1.8  | 0.5 | 0.1 | 1.0 | 0.7 | 3.1 |
| 2002-03   | 23   | Cleveland Cavaliers | NBA  | PG   | 15  | 0   | 11.2 | 1.8 | 3.9 | .458 | 0.0 | 0.1 | .000 | 0.7 | 0.9 | .786 | 0.5   | 1.5    | 2.0 | 2.6  | 0.9 | 0.0 | 1.5 | 0.6 | 4.3 |
| 2003-04   | 24   | New Orleans Hornets | NBA  | PG   | 3   | 0   | 5.7  | 0.7 | 1.3 | .500 | 0.0 | 0.0 |      | 0.7 | 1.3 | .500 | 0.0   | 0.3    | 0.3 | 0.7  | 0.0 | 0.0 | 2.3 | 0.3 | 2.0 |
| 2004-05   | 25   | Los Angeles Lakers  | NBA  | PG   | 76  | 0   | 14.0 | 1.6 | 4.6 | .356 | 0.3 | 0.9 | .361 | 0.8 | 1.0 | .787 | 0.3   | 0.9    | 1.2 | 2.0  | 0.4 | 0.0 | 1.0 | 0.8 | 4.4 |
| Total     |      |                     | NBA  |      | 134 | 1   | 12.3 | 1.5 | 3.9 | .384 | 0.2 | 0.6 | .353 | 0.7 | 0.9 | .769 | 0.3   | 0.9    | 1.2 | 2.0  | 0.5 | 0.0 | 1.1 | 0.7 | 3.9 |